# Bulat-Pestivien
Bulat-Pestivien är en kommun i departementet Côtes-d'Armor i regionen Bretagne i nordvästra Frankrike. Kommunen ligger i kantonen Callac som tillhör arrondissementet Guingamp. År 2022 hade Bulat-Pestivien 409 invånare.

## Befolkningsutveckling
Antalet invånare i kommunen Bulat-Pestivien
Referens:INSEE